# Цеца в Белград (концерт, 2006)
Цеца Ушће Београд е видео албум от концерта в Белград на 17.06.2006 г. на Цеца, издаден през 2006 година от Ceca Music & Miligram Music.
DVD-дискът съдържа концерта. Изпълнени песни:
1. Београд Текст: Един Дервишхалидович; Музика: Александър Радулович-Фута
2. Иди док си млад Текст: Марина Туцакович; Музика: Александър Милич-Мили
3. Заборави Текст: Един Делвишхалидович; Музика: Един Дервишхалидович
4. Ја још спавам Текст: Марина Туцакович; Музика: Гръцка народна
5. Пустите ме да га видим Текст: Цеца; Музика: Цеца Ражнатович
6. Тражио си све Текст: Милич Вукашинович; Музика: Александър Радулович-Фута
7. Неодољив-неумољив Текст: Марина Туцакович; Музика: Александър Милич-Мили
8. Лепотан Текст: Огниен Макич; Музика: Добривойе Иванкович
9. Ваздух који дишем Текст: Марина Туцакович; Музика: Александър Радулович-Фута
10. Маскарада Текст: Марина Туцакович; Музика: Александър Милич-Мили
11. Доктор Текст: Марина Туцакович; Музика: Александър Милич-Мили
12. Наговори Текст: Марина Туцакович; Музика: Александър Милич-Мили
13. Куда иду остављене девојке Текст: Марина Туцакович; Музика: Александър Радулович-Фута
14. Кад би био рањен Текст: Марина Туцакович; Музика: Александър Милич-Мили
15. Исусе Текст: Марина Туцакович; Музика: Оливер Мандич
16. Доказ Текст: Марина Туцакович и Лиляна Йоргованович; Музика: Александър Милич-Мили
17. Кукавица Текст: Марина Туцакович; Музика: Александър Радулович-Фута
18. Неваљала Текст: Марина Туцакович; Музика: Александър Милич-Мили
19. Вотка са утехом Текст: Марина Туцакович и Лиляна Йоргованович; Музика: Александър Милич-Мили
20. Забрањени град Текст: Марина Туцакович и Лиляна Йоргованович; Музика: Александър Милич-Мили
21. Тачно je Текст: Марина Туцакович и Лиляна Йоргованович; Музика: Фивос
22. Прљаво Текст: Марина Туцакович; Музика: Александър Милич-Мили
23. 39,2 Текст: Марина Туцакович и Лиляна Йоргованович; Музика: Александър Милич-Мили
24. Кожа памти Текст: Марина Туцакович и Лиляна Йоргованович; Музика: Ромарио
25. Трула вишња Текст: Марина Туцакович; Музика: Александър Милич-Мили
26. Драгане мој Текст: Марина Туцакович и Лиляна Йоргованович; Музика: Александър Милич-Мили
27. Идеално лоша Текст: Марина Туцакович; Музика: Александър Милич-Мили
28. План Б Текст: Марина Туцакович и Лиляна Йоргованович; Музика: Александър Милич-Мили
29. Брука Текст: Марина Туцакович и Лиляна Йоргованович; Музика: Александър Милич-Мили
30. Пиле Текст: Марина Туцакович; Музика: Александър Милич-Мили
31. Горе од љубави Текст: Марина Туцакович; Музика: Александър Милич-Мили
32. Понуђен ко почашћен Текст: Марина Туцакович; Музика: Александър Милич-Мили
33. Пази с киме спаваш Текст: Марина Туцакович; Музика: Александър Милич-Мили
34. Лепи громе мој Текст: Марина Туцакович и Лиляна Йоргованович; Музика: Александър Милич-Мили

Изпяти са и песните Опроштајна вечера (Текст: Марина Туцакович и Лиляна Йоргованович; Музика: Никос Карбелас), Волела сам волела (Текст: Милич Вукашинович; Музика: Милич Вукашинович), Црвено (Текст: Марина Туцакович и Лиляна Йоргованович; Музика: Александър Милич-Мили), Ђурђевдан и Заjди, заjди, но не са включени в официалното DVD.
CD-дискът съдържа бонус песни изпяти на концерта. Списък с песните:
1. Иди док си млад
2. Маскарада
3. Доктор
4. Наговори
5. Кад би био рањен
6. Доказ
7. Неваљала
8. Вотка са утехом
9. Забрањени град
10. Трула вишња
11. Брука
12. Жуто пиле
13. Горе од љубави
14. Пази с киме спаваш
15. Лепи громе мој
16. Заjди, заjди